# Spialia sertorius
Spialia sertorius là một loài bướm thuộc họ Hesperiidae. Nó được tìm thấy ở Southern and Central châu Âu.
Sải cánh dài 22–26 mm. Chúng bay từ tháng 4 đến tháng 8 tùy theo địa điểm.

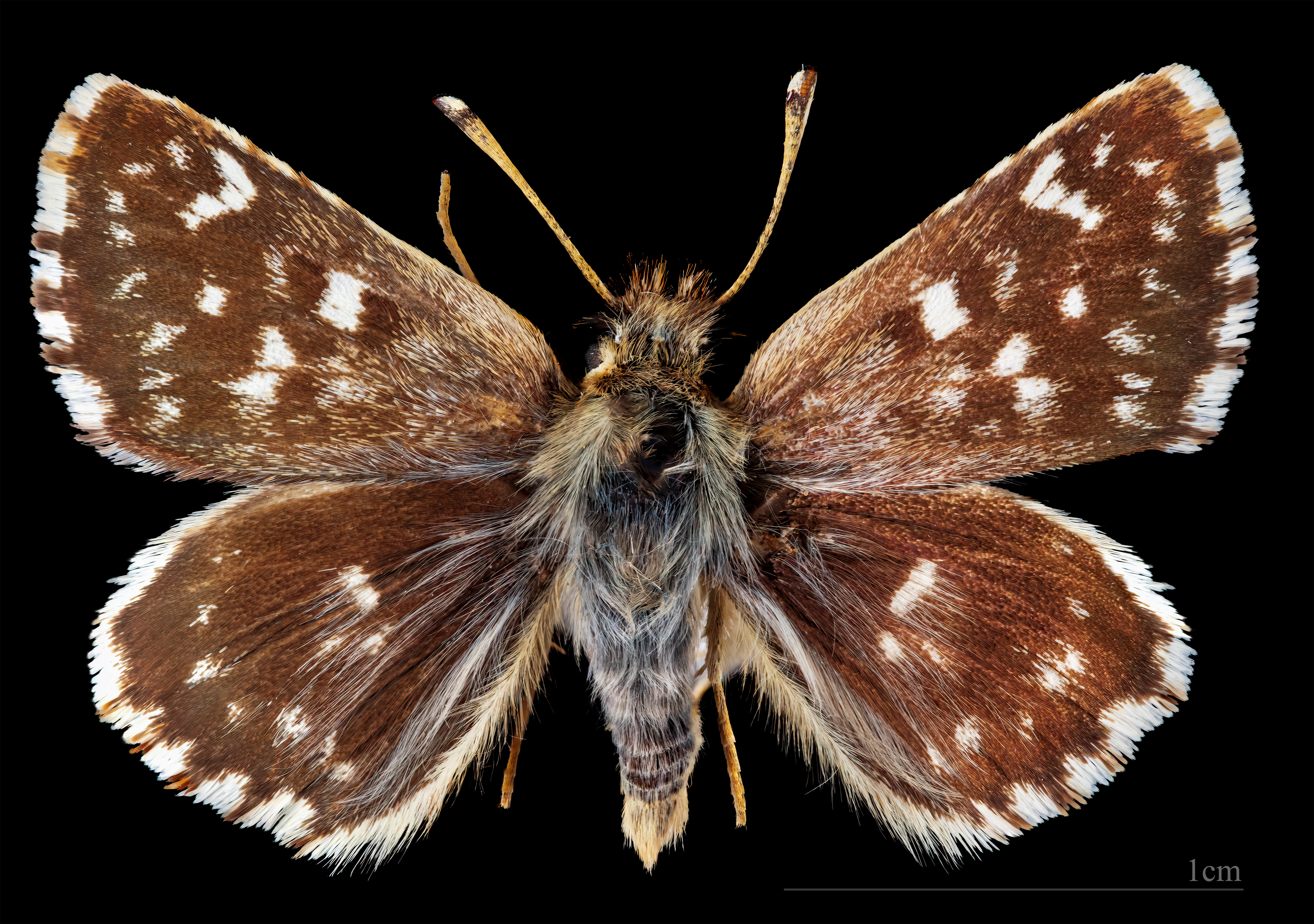
Spialia sertorius ♂
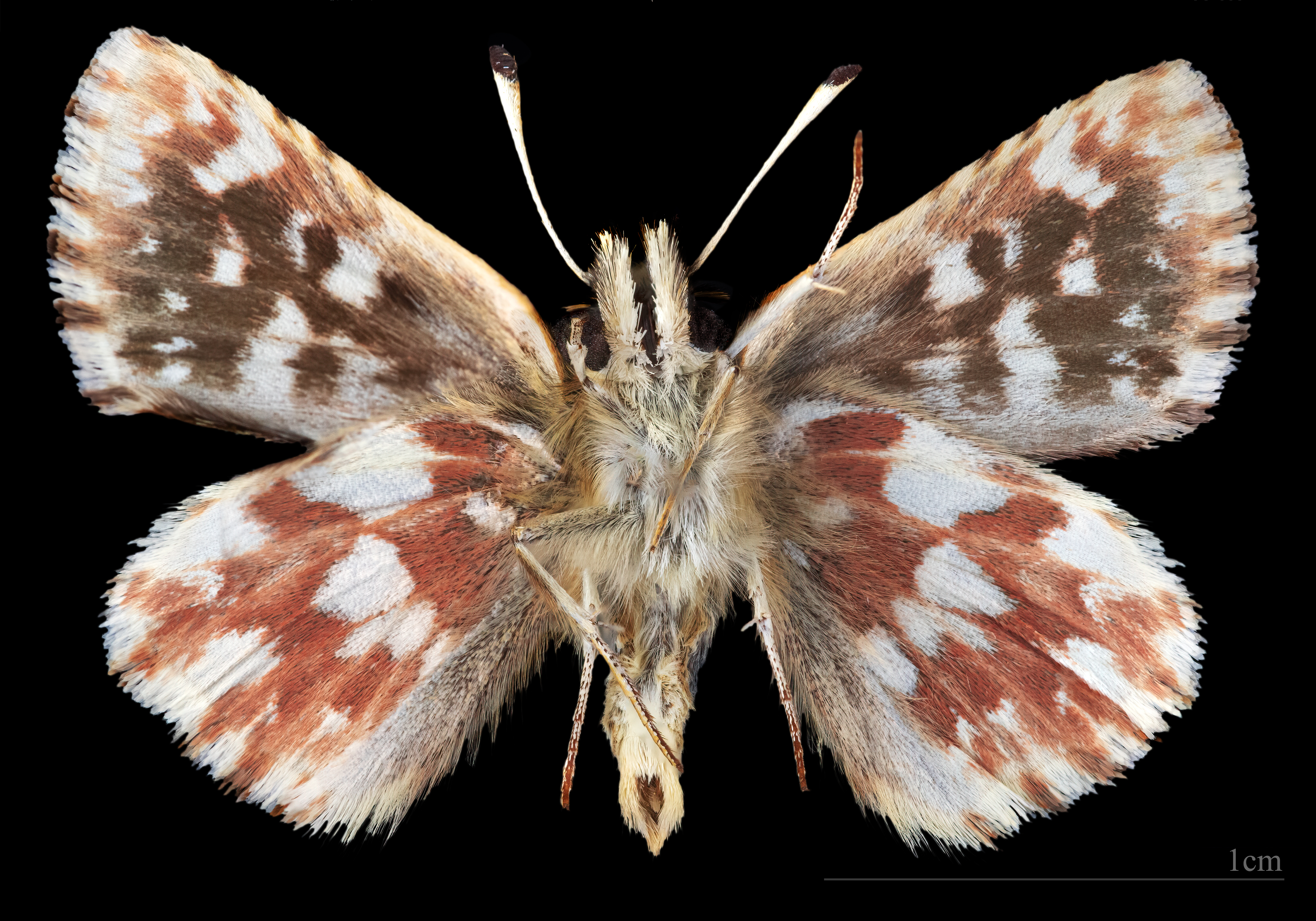
Spialia sertorius ♂ △

Ấu trùng ăn Salad Burnet.

## Hình ảnh

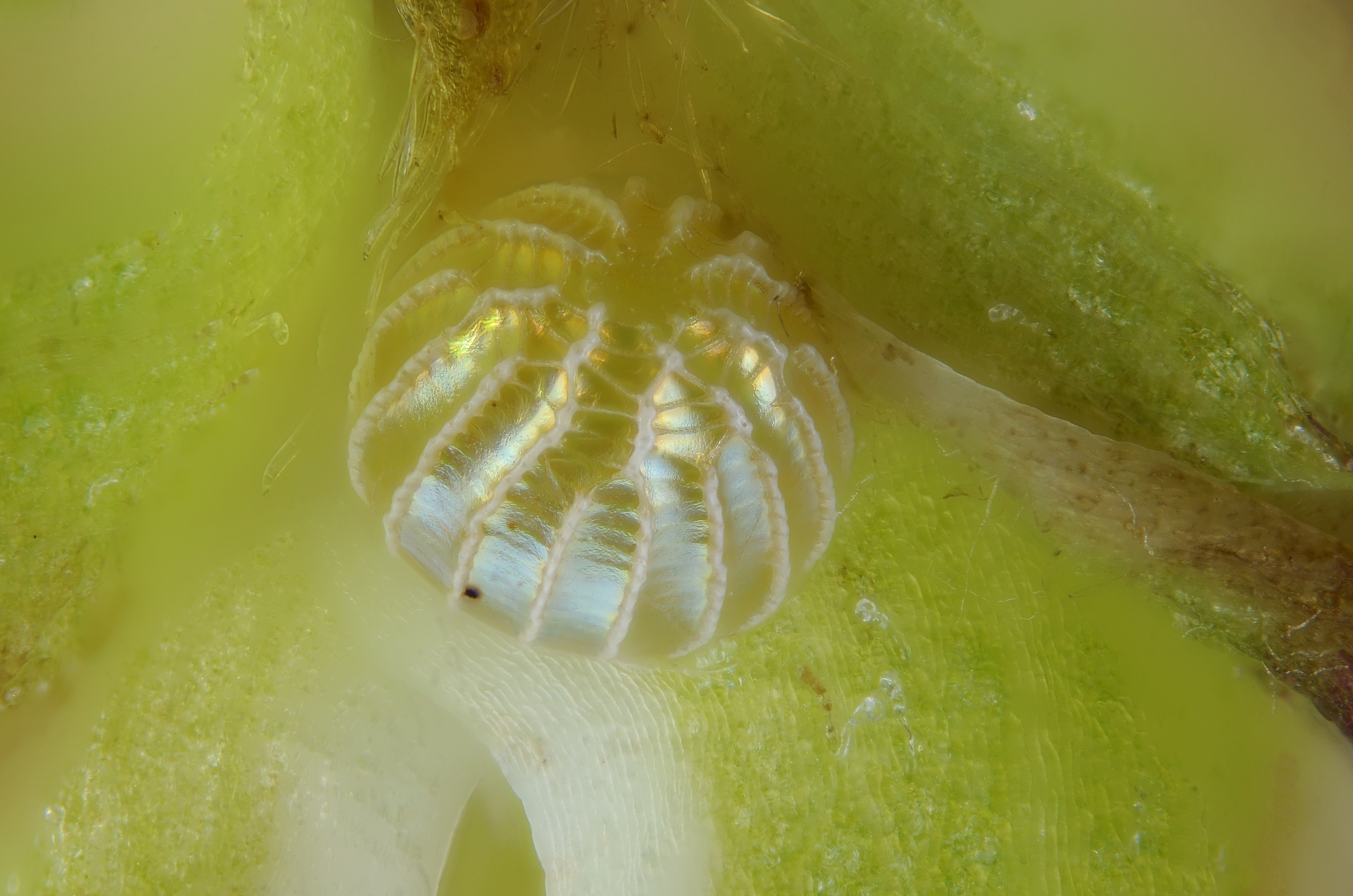
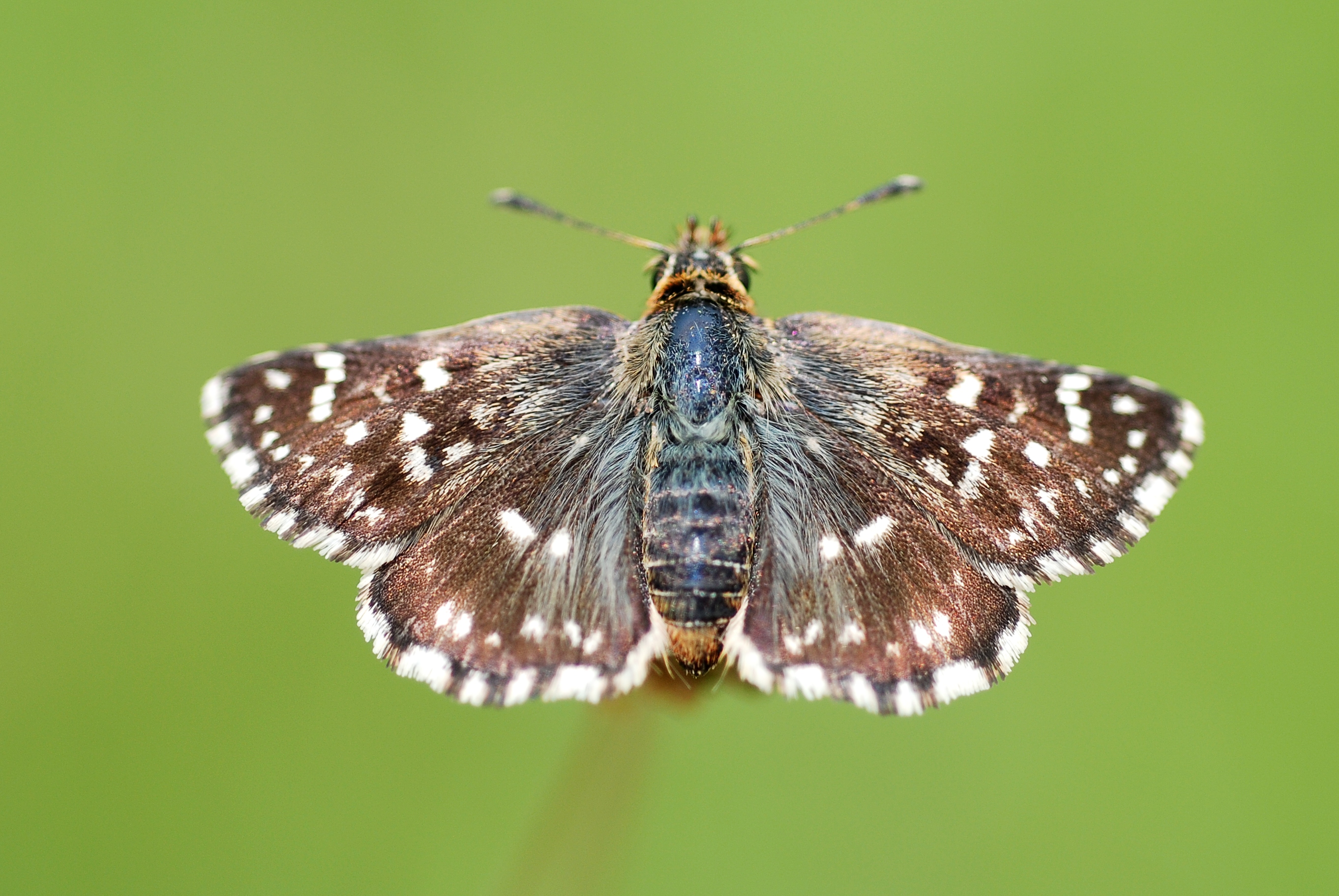
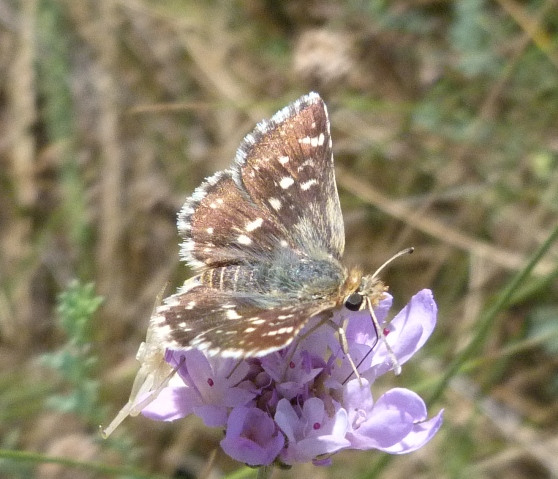
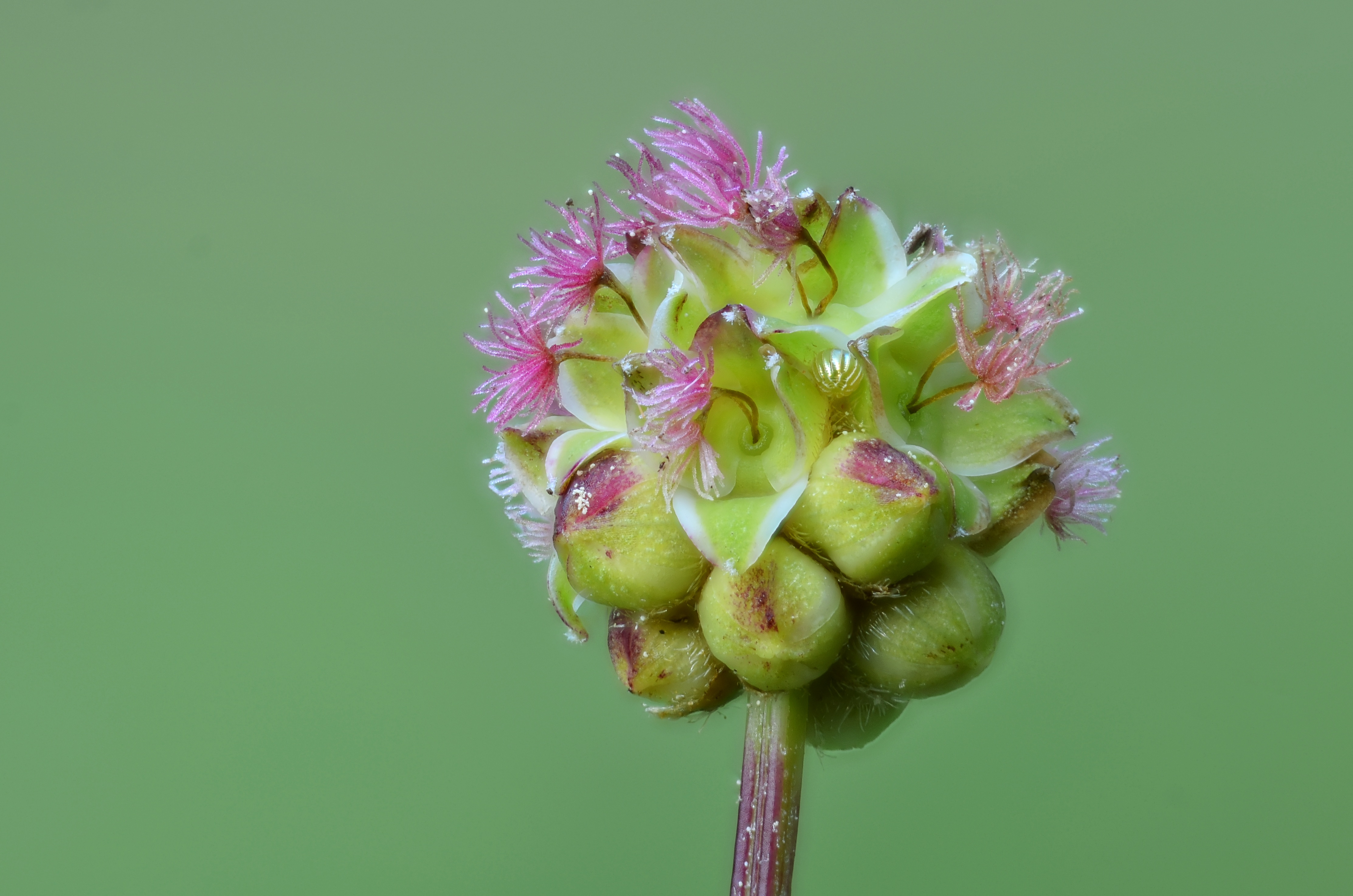